# Port of Bellingham
Port of Bellingham je vládní organizace v Bellinghamu, v americkém státě Washington, která provozuje dvě velká přístaviště, přístav a Bellinghamské mezinárodní letiště.